# Houtdraadbout
Een houtdraadbout is een schroef met een zeskantige kop en een conisch deel waaromheen een schroefdraad is aangebracht. Er zijn ook houtdraadbouten met een vierkante kop geweest.
De houtdraadbout is geschikt voor het vastmaken van houtverbindingen. De bout kan in combinatie met een plug ook gebruikt worden in steen. Ook worden er dakplaten mee vastgezet in combinatie met een afdekkap. Deze zijn in de regel 7 x 110 mm. 
De houtdraadbout is gemaakt van staal, van verzinkt staal of roestvrij staal. De kop is met een mal koud geperst. De draad is met een mal gerold. Het verzinken kan elektrolytisch of thermisch gedaan zijn. Thermisch verzinkte bouten zijn dofgrijs. Elektrolytisch verzinkte bouten zijn glanzend grijs met een blauwachtige gloed. Gechromateerde bouten zijn glanzend geel. Er zijn ook verzinkte en daarna zwart gecoate houtdraadbouten voor onder andere hang en sluitwerk.

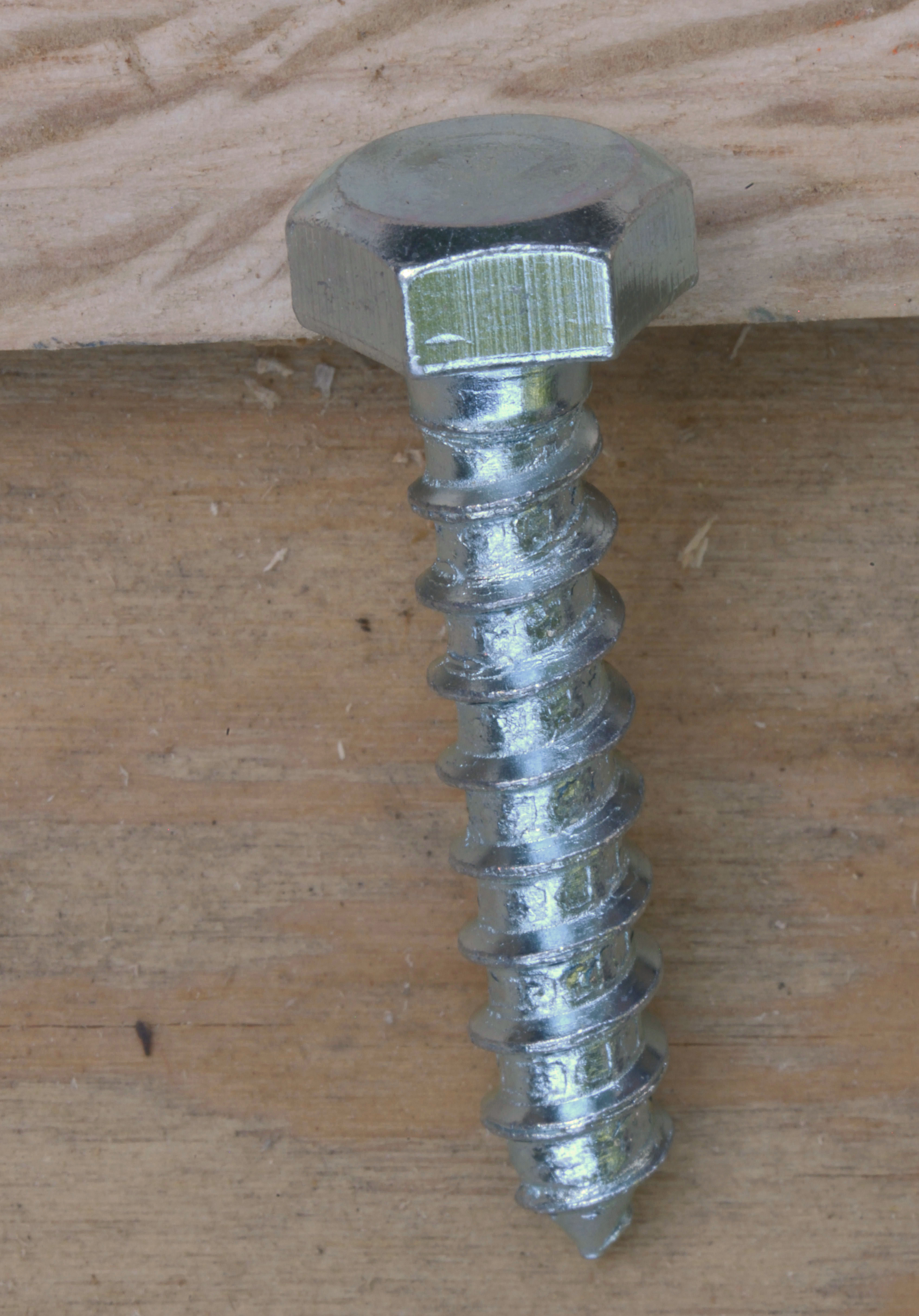
Verzinkte houtdraadbout 8 x 40 mm, sleutel 13
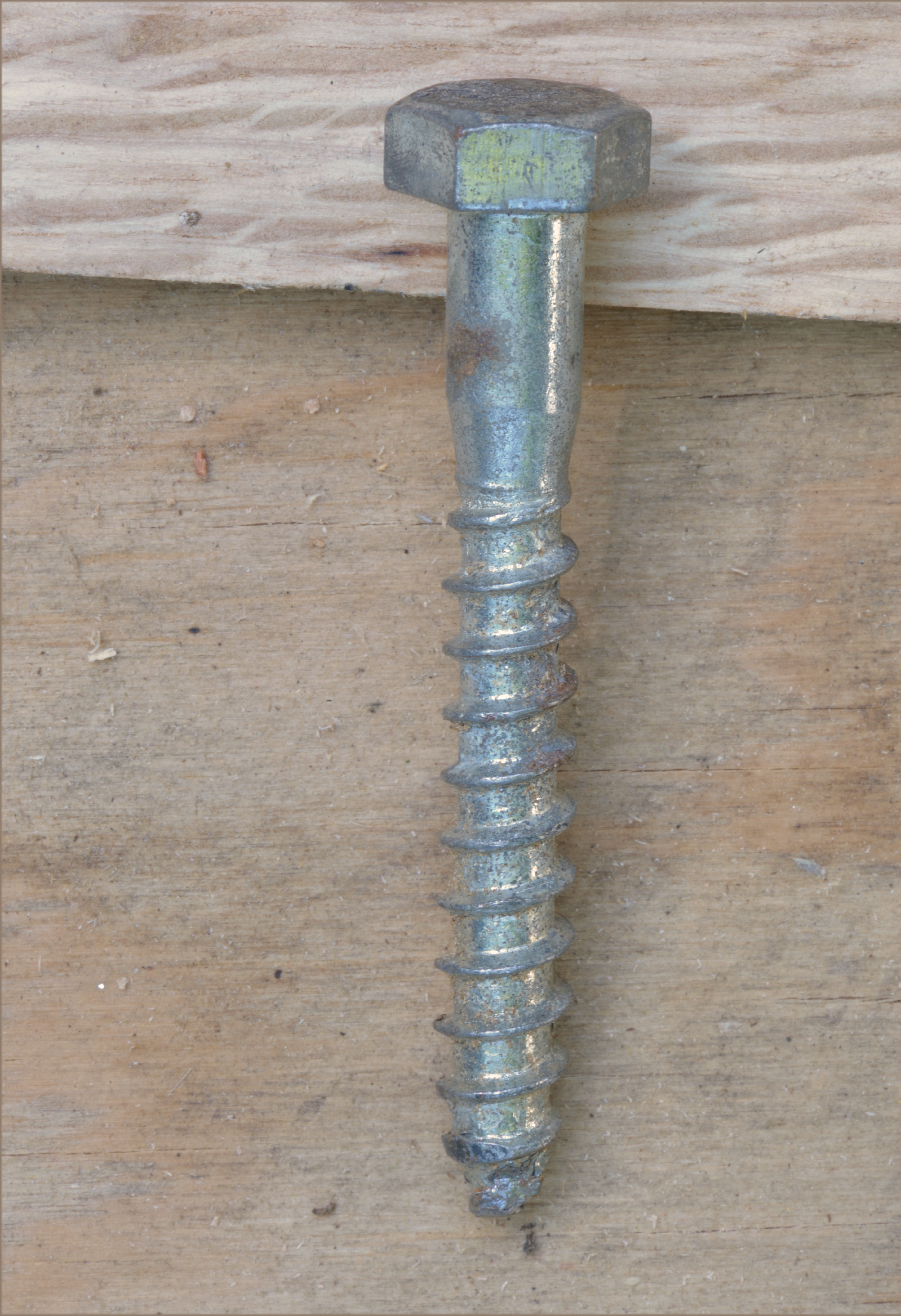
Verzinkte houtdraadbout 8 mm x 60 mm, sleutel 13
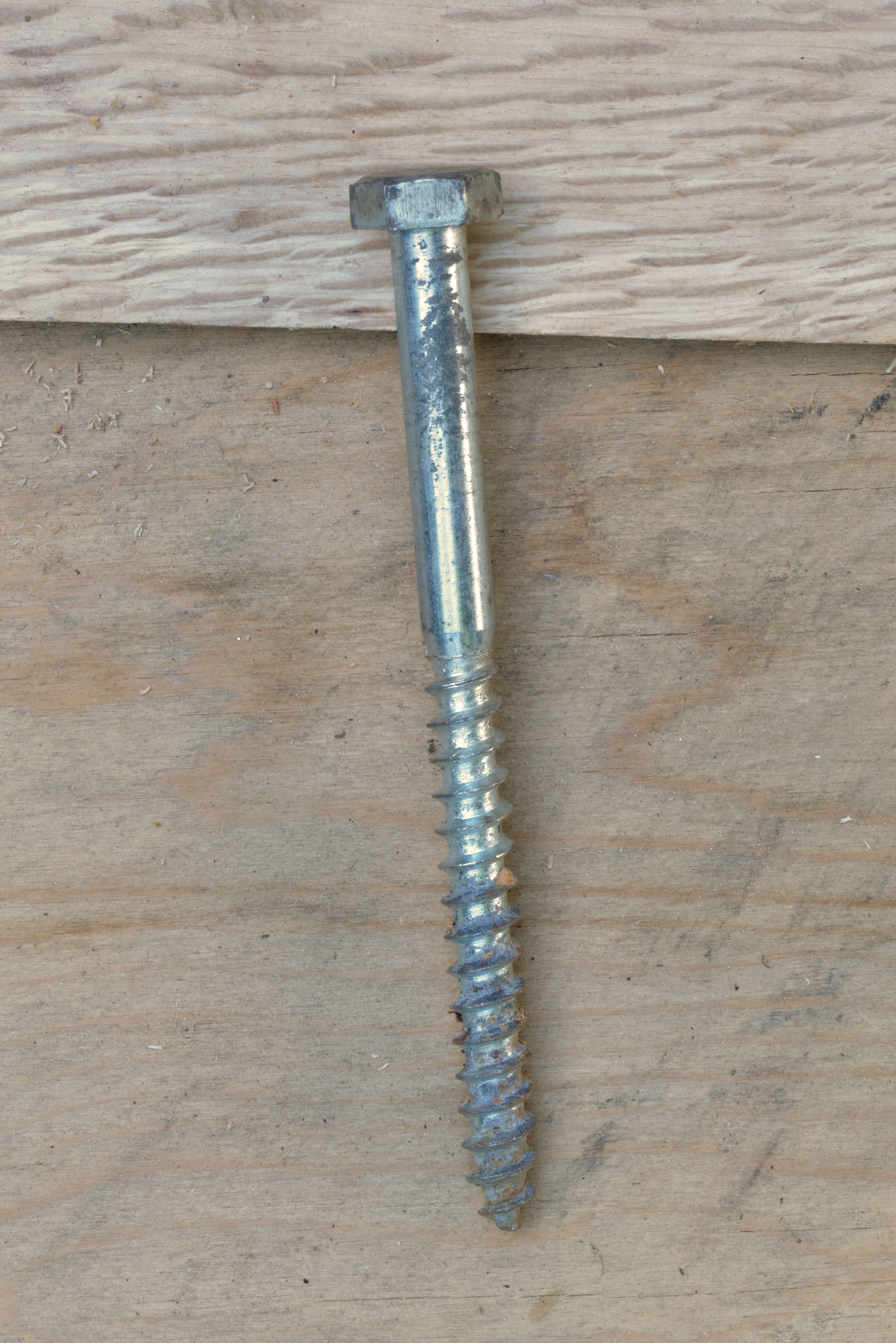
Verzinkte houtdraadbout 10 x 130 mm, sleutel 17
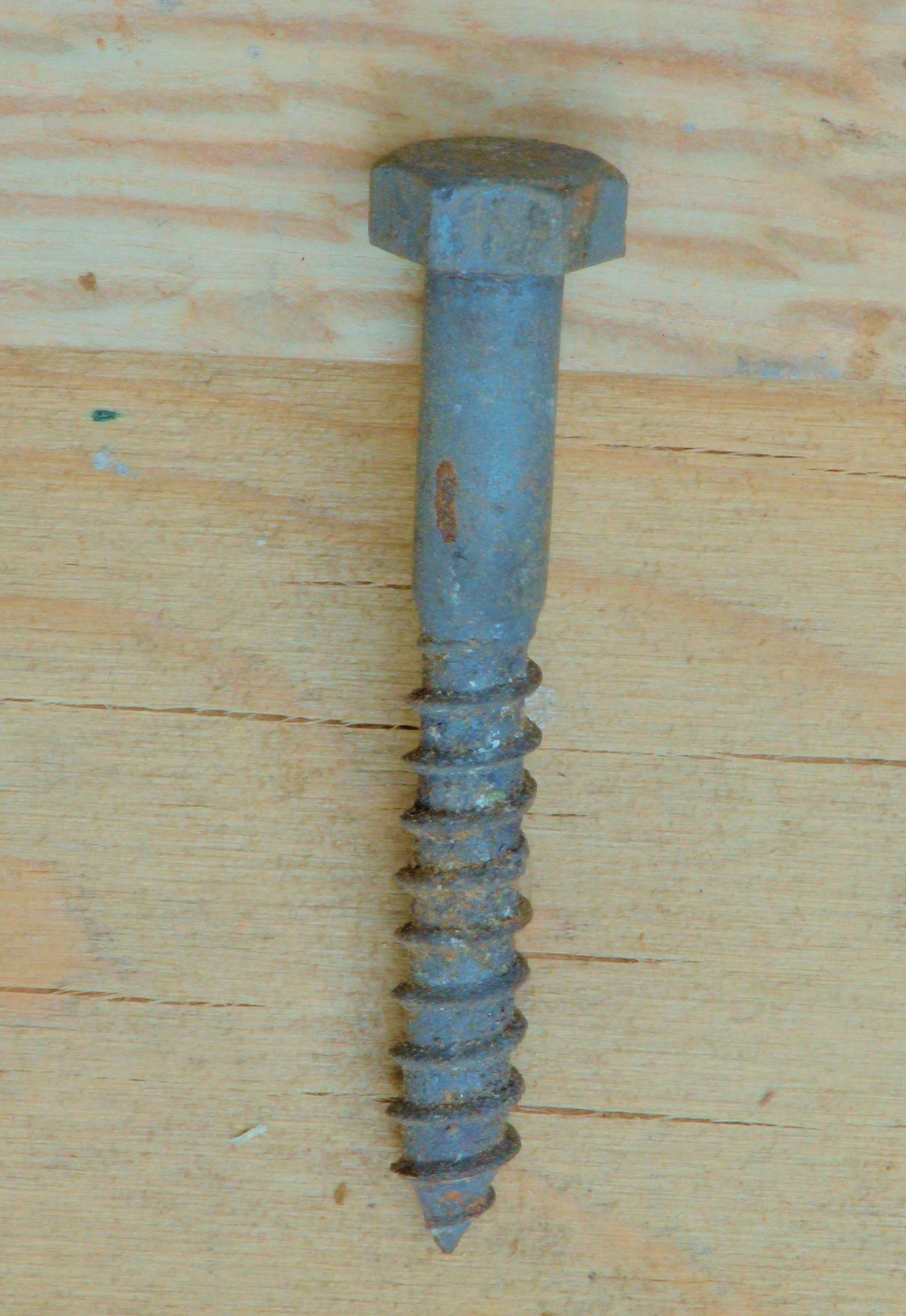
Verzinkt dofgrijs 8 mm x 60 mm, sleutel 13
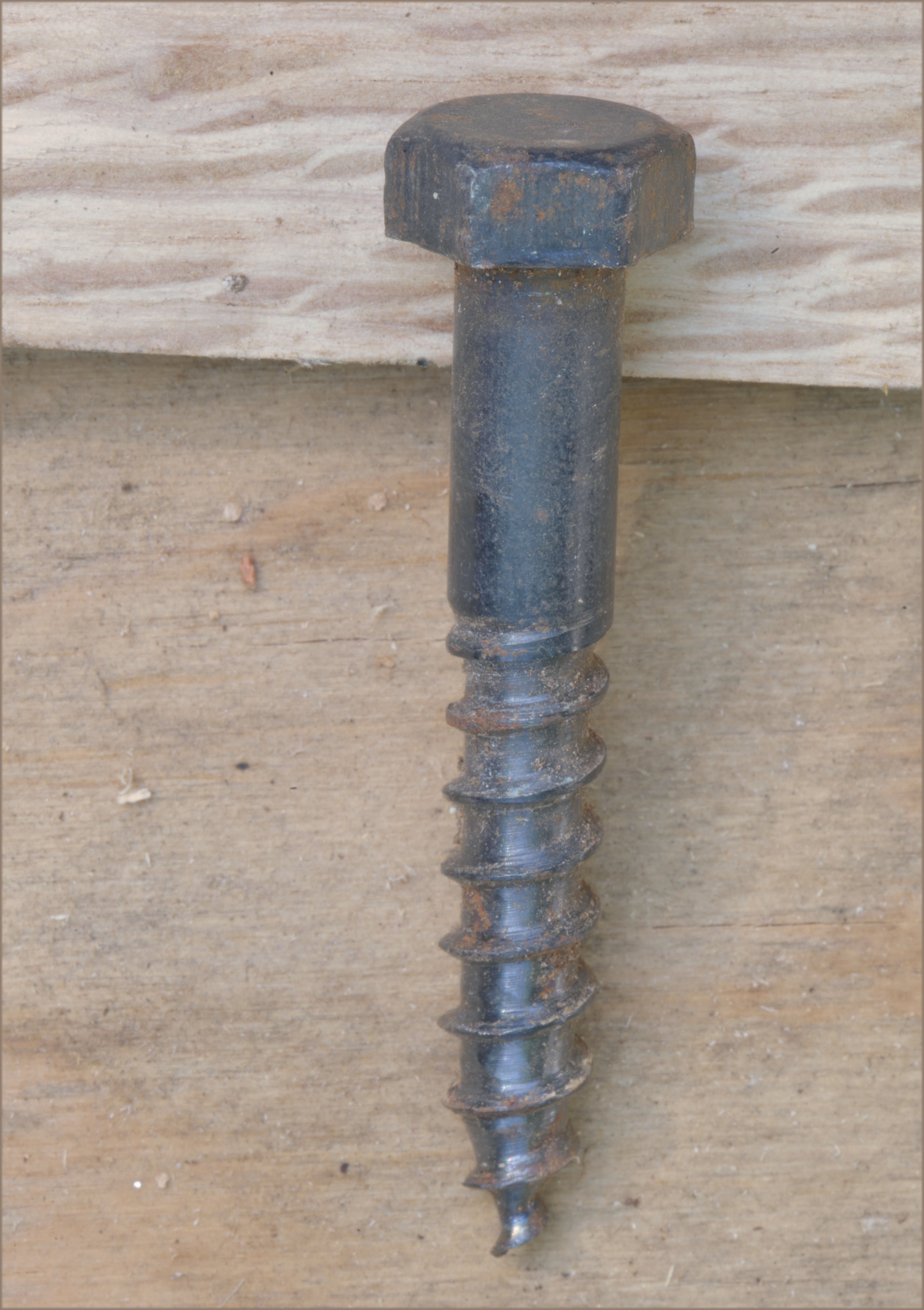
Verzinkt en zwart gecoat 8 mm x 50 mm, sleutel 13
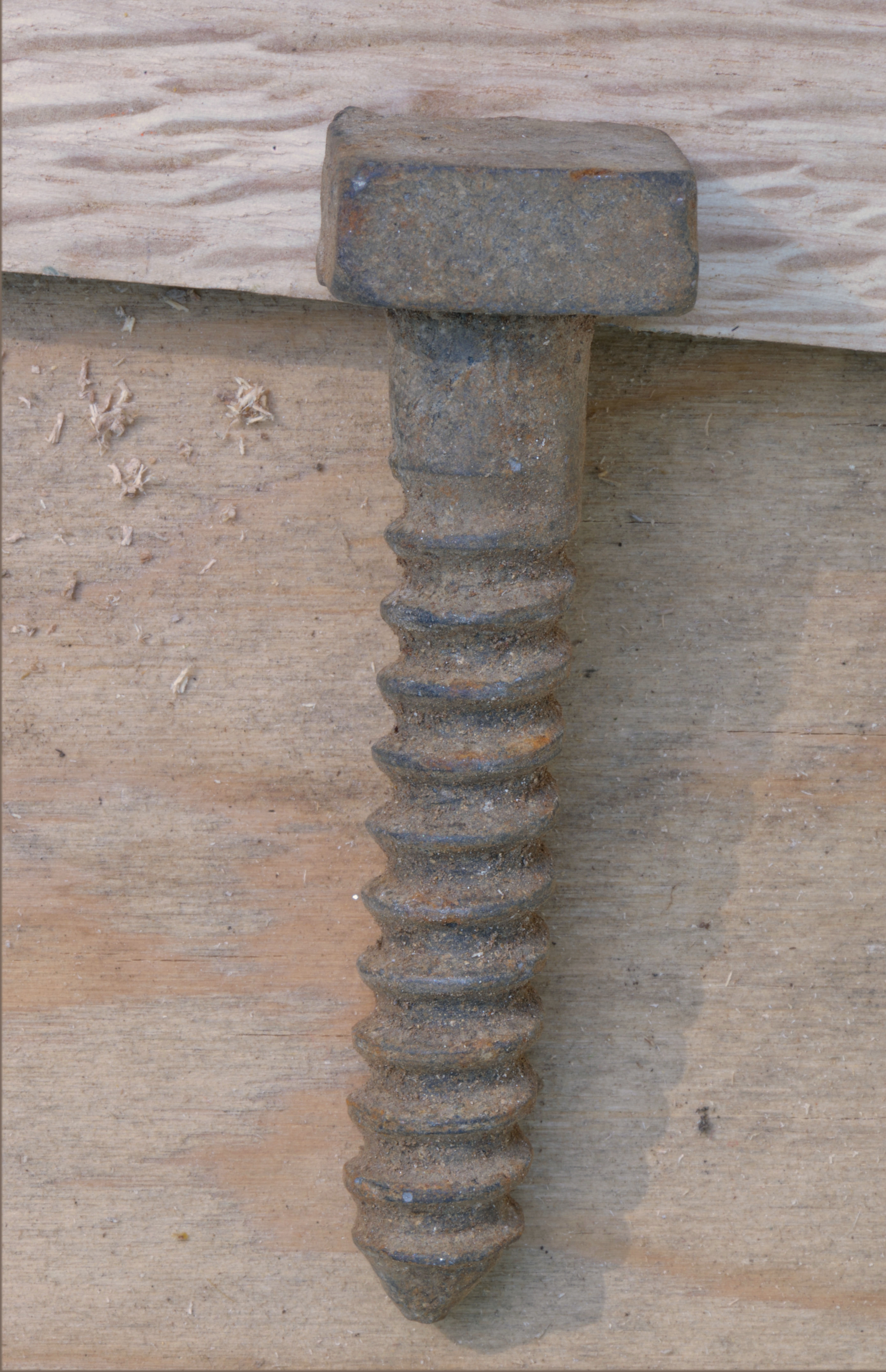
Houddraadbout met vierkante kop, niet verzinkt
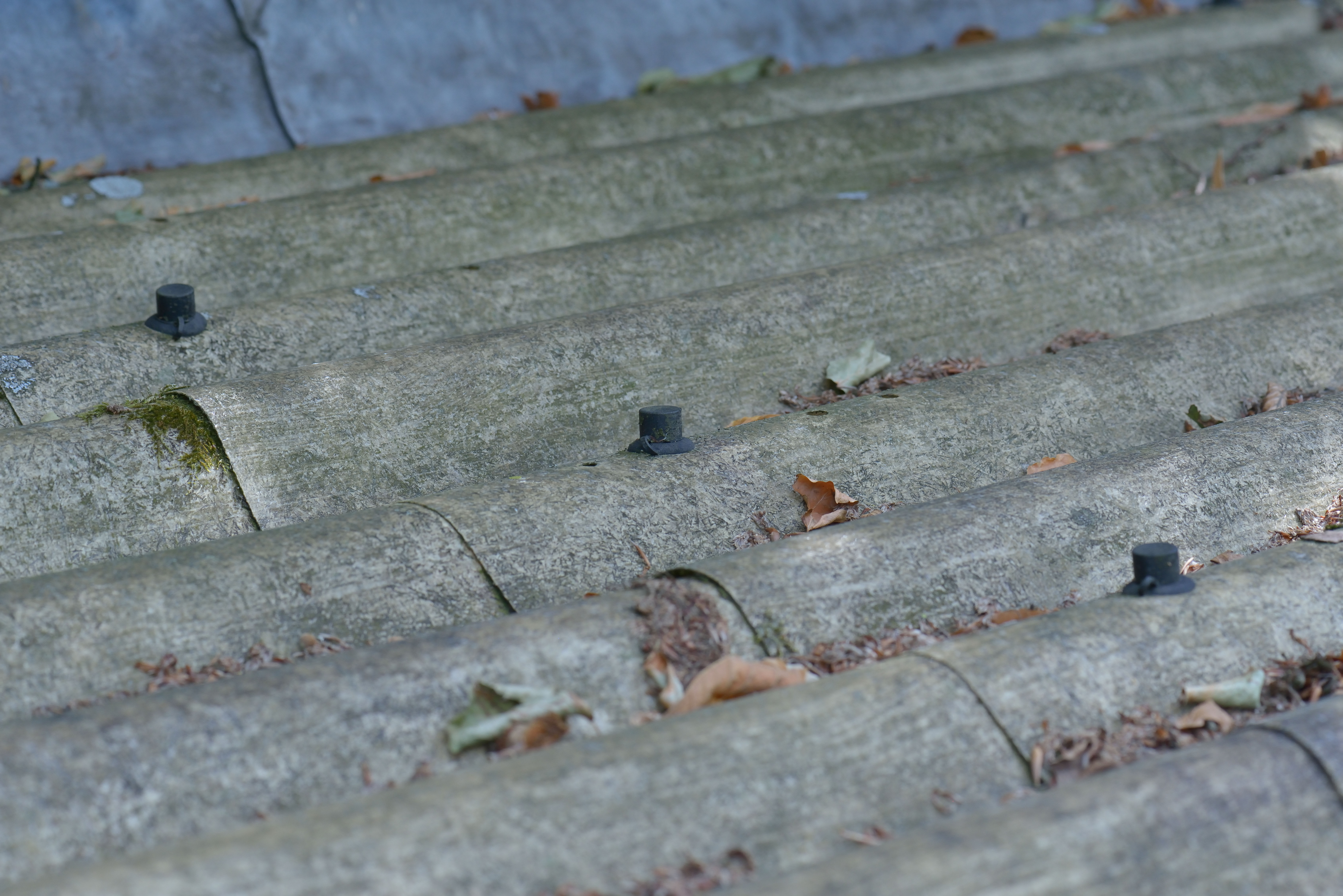
Met glasvezel versterkte polyestergolfplaten als dakbedekking, vastgezet met houddraadbouten met afdekkapjes
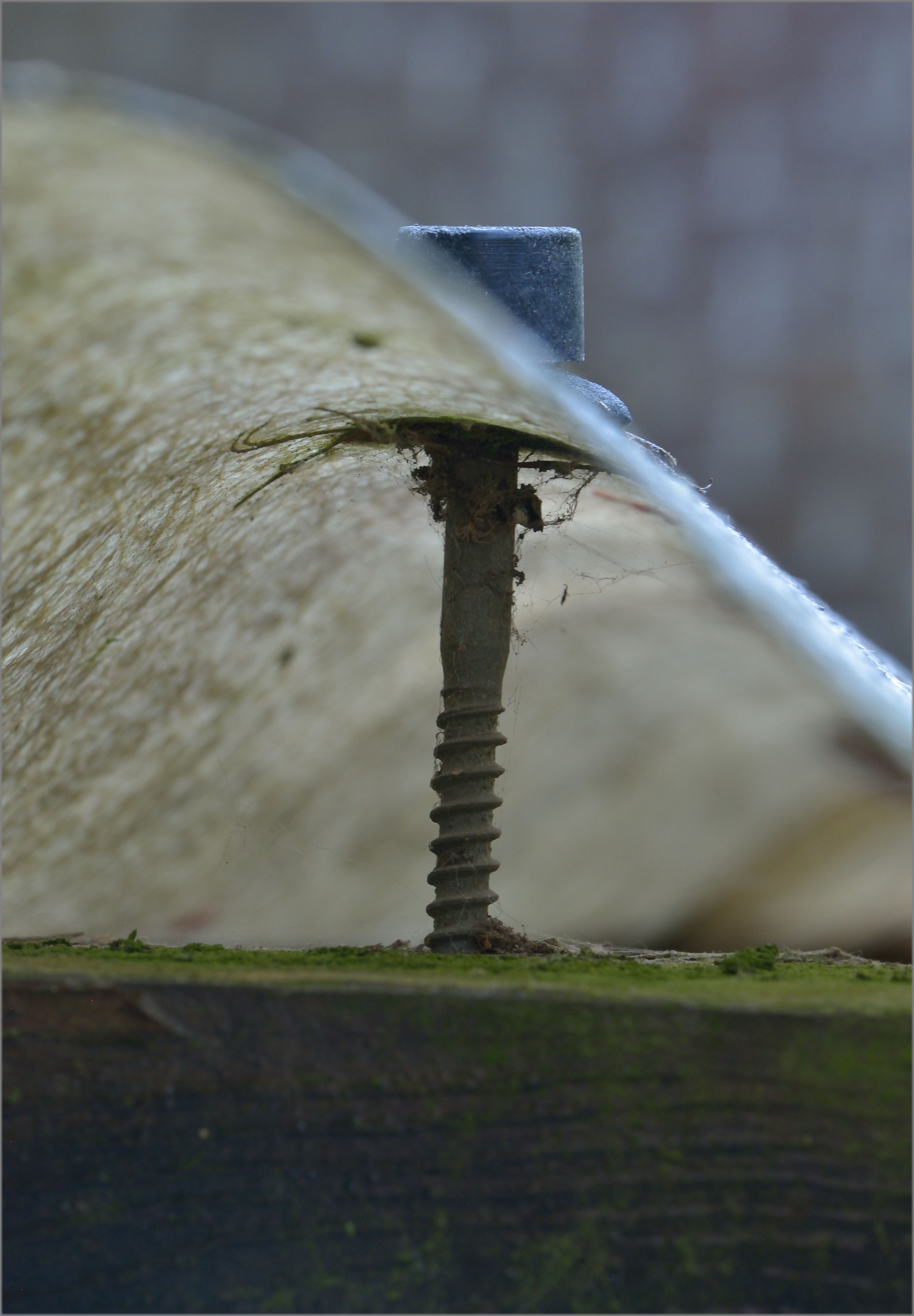
Houtdraadbout met afdekkapje
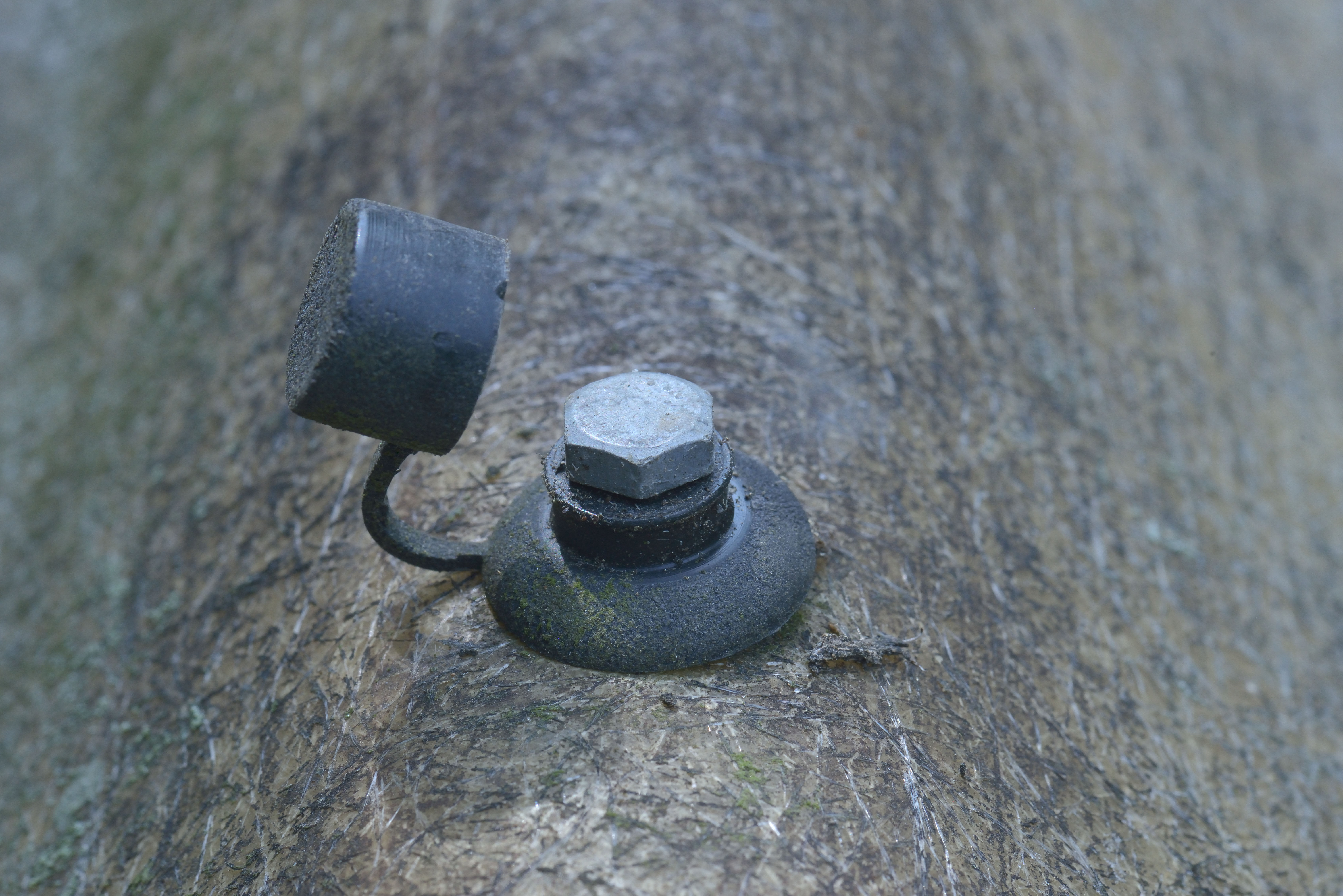
Afdekkapje